# Моріс Фокс
Моріс Фокс (англ. Maurice Fox) — канадський шахіст.

## Біографія
Народився 14.01.1898 року на території сучасної України, восьмикратний чемпіон Канади з шахів. Родина М. Фокса переїхала до Великобританії та оселилася у Лондоні, коли йому було шість місяців.
У 1921 році М. Фокс закінчив Лондонський університет та у 1923 році переїхав до Канади. У 1927 році вперше виграв чемпіонат Канади з шахів. В подальшому М. Фокс перемагав у чемпіонаті  у 1929, 1931, 1932, 1935, 1938, 1940 та 1949 роках.
Двічі, у 1928 та 1929 році, був переможцем місцевого чемпіонату з шахів у Монреалі.
У 1930 році у Монреалі також виборов перемогу у літньому турнірі, а у 1935 році – на чемпіонаті з швидких шахів.
У 1936 та 1937 роках посідав друге місце на чемпіонаті Канади.
Помер 25 червня 1988.

## Вшанування пам'яті
У 2000 році Морис Фокс був введений до Зали слави шахів Канади.